# Damir Skomina
Damir Skomina (Koper, 5 augustus 1976) is een Sloveens voormalig voetbalscheidsrechter.
In 2007 floot Skomina de finale van het Europees kampioenschap voetbal onder 21. De Sloveen trad als vierde official op tijdens diverse wedstrijden op Europees kampioenschap voetbal 2008. Hij leidde de kwartfinalewedstrijd van het olympisch voetbaltoernooi in 2008. In het seizoen 2011-2012 was hij leidsman bij het duel tussen Arsenal FC en AC Milan in de achtste finale in de Champions League. Later dat seizoen floot hij de kwartfinalewedstrijd tussen Chelsea en Benfica. Hij was een van de scheidsrechters op het Europees kampioenschap voetbal 2012.
Skomina stond op de shortlist voor het wereldkampioenschap voetbal 2014, maar hij werd niet gekozen. Wel floot hij de kwalificatiewedstrijd tussen Frankrijk en Oekraïne, waarin hij een doelpunt van Frankrijk goedkeurde dat afgekeurd diende te worden wegens buitenspel.
Op woensdag 24 mei 2017 leidde Skomina de in Solna gehouden finale van de strijd om de UEFA Europa League tussen Ajax en Manchester United. Het duel eindigde in een 2–0 overwinning voor de ploeg uit Engeland dankzij treffers van Paul Pogba en Henrich Mchitarjan. Skomina deelde in totaal zes gele kaarten uit, gelijk verspreid over de beide teams.
Skomina is thans de UEFA-scheidsrechter met de meeste geleide interlands en nog actieve status. Skomina was eveneens van de partij bij de WK-eindronde 2018 in Rusland, waar hij drie wedstrijden leidde. Hij gaf bij dat toernooi de op een na snelste rode kaart in de geschiedenis van het WK voetbal. Het slachtoffer was de Colombiaanse middenvelder Carlos Sánchez, die in de openingswedstrijd tegen Japan (1-2) al na drie minuten en vijftien seconden van het veld moest omdat hij hands had gemaakt in het strafschopgebied. Het vergrijp kwam Sánchez in eigen land te staan op een doodsbedreiging.
Op 1 juni 2019 leidde hij de finale van de Champions League tussen Tottenham Hotspur en Liverpool. De wedstrijd werd gespeeld in Estadio Wanda Metropolitano, Madrid. 
Skomina gaf in deze wedstrijd al na 25 seconden een strafschop en deelde in de hele wedstrijd geen enkele gele kaart uit.
Liverpool won de finale met 0–2 na doelpunten van Salah en Origi.
In augustus 2021 stopte Skomina als arbiter. Aanhoudende knieproblemen waren hiervoor mede de aanleiding.

## Interlands
| Datum             | Plaats            | Wedstrijd                                | Uitslag | Competitie                   | Kreeg geel | Kreeg voor de tweede keer geel en dus rood | Weggestuurd |
| ----------------- | ----------------- | ---------------------------------------- | ------- | ---------------------------- | ---------- | ------------------------------------------ | ----------- |
| 30 april 2003     | Boedapest         | Hongarije – Luxemburg                    | 5 – 1   | Vriendschappelijk            | 0          | 0                                          | 0           |
| 28 april 2004     | Innsbruck         | Oostenrijk – Luxemburg                   | 4 – 1   | Vriendschappelijk            | 4          | 0                                          | 0           |
| 8 juni 2005       | Reykjavik         | IJsland – Malta                          | 4 – 1   | Kwalificatie WK 2006         | 2          | 0                                          | 0           |
| 7 september 2005  | Vaduz             | Liechtenstein – Luxemburg                | 3 – 0   | Kwalificatie WK 2006         | 3          | 0                                          | 1           |
| 7 oktober 2006    | Jerevan           | Armenië – Finland                        | 0 – 0   | Kwalificatie EK 2008         | 6          | 0                                          | 0           |
| 15 november 2006  | Praag             | Tsjechië – Denemarken                    | 1 – 1   | Vriendschappelijk            | 4          | 0                                          | 0           |
| 7 februari 2007   | Saint-Denis       | Frankrijk – Argentinië                   | 0 – 1   | Vriendschappelijk            | 5          | 0                                          | 0           |
| 24 maart 2007     | Toftir            | Faeröer – Oekraïne                       | 0 – 2   | Kwalificatie EK 2008         | 1          | 0                                          | 0           |
| 22 augustus 2007  | Sarajevo          | Bosnië en Herzegovina – Kroatië          | 3 – 5   | Vriendschappelijk            | 0          | 0                                          | 0           |
| 8 september 2007  | Glasgow           | Schotland – Litouwen                     | 3 – 1   | Kwalificatie EK 2008         | 7          | 0                                          | 0           |
| 10 september 2008 | Moskou            | Rusland – Wales                          | 2 – 1   | Kwalificatie WK 2010         | 4          | 0                                          | 0           |
| 1 april 2009      | Kopenhagen        | Denemarken – Albanië                     | 3 – 0   | Kwalificatie WK 2010         | 4          | 0                                          | 0           |
| 5 september 2009  | Enschede          | Nederland – Japan                        | 3 – 0   | Vriendschappelijk            | 4          | 0                                          | 0           |
| 10 oktober 2009   | Dnjepropetrovsk   | Oekraïne – Engeland                      | 1 – 0   | Kwalificatie WK 2010         | 5          | 0                                          | 1           |
| 18 november 2009  | Cesena            | Italië – Zweden                          | 1 – 0   | Vriendschappelijk            | 4          | 0                                          | 0           |
| 3 maart 2010      | Volos             | Griekenland – Senegal                    | 0 – 2   | Vriendschappelijk            | 5          | 0                                          | 0           |
| 11 augustus 2010  | Donetsk           | Oekraïne – Nederland                     | 1 – 1   | Vriendschappelijk            | 2          | 0                                          | 0           |
| 7 september 2010  | Istanboel         | Turkije – België                         | 3 – 2   | Kwalificatie EK 2012         | 4          | 1                                          | 0           |
| 12 oktober 2010   | Zagreb            | Kroatië – Noorwegen                      | 2 – 1   | Vriendschappelijk            | 2          | 0                                          | 0           |
| 4 juni 2011       | Londen            | Engeland – Zwitserland                   | 2 – 2   | Kwalificatie EK 2012         | 4          | 0                                          | 0           |
| 2 september 2011  | Boedapest         | Hongarije – Zweden                       | 2 – 1   | Kwalificatie EK 2012         | 5          | 0                                          | 0           |
| 9 juni 2012       | Charkov           | Nederland – Denemarken                   | 0 – 1   | Groepsfase EK 2012           | 3          | 0                                          | 0           |
| 15 juni 2012      | Kiev              | Zweden – Engeland                        | 2 – 3   | Groepsfase EK 2012           | 4          | 0                                          | 0           |
| 22 juni 2012      | Gdańsk            | Duitsland – Griekenland                  | 4 – 2   | Kwartfinale EK 2012          | 2          | 0                                          | 0           |
| 16 oktober 2012   | Milaan            | Italië – Denemarken                      | 3 – 1   | Kwalificatie WK 2014         | 5          | 0                                          | 1           |
| 7 juni 2013       | Lissabon          | Portugal – Rusland                       | 1 – 0   | Kwalificatie WK 2014         | 2          | 0                                          | 0           |
| 14 augustus 2013  | Sarajevo          | Bosnië en Herzegovina – Verenigde Staten | 3 – 4   | Vriendschappelijk            | 1          | 0                                          | 0           |
| 6 september 2013  | Dublin            | Ierland – Zweden                         | 1 – 2   | Kwalificatie WK 2014         | 3          | 0                                          | 0           |
| 15 oktober 2013   | Londen            | Engeland – Polen                         | 2 – 0   | Kwalificatie WK 2014         | 3          | 0                                          | 0           |
| 19 november 2013  | Saint-Denis       | Frankrijk – Oekraïne                     | 3 – 0   | Kwalificatie WK 2014         | 5          | 1                                          | 0           |
| 5 maart 2014      | Brussel           | België – Ivoorkust                       | 2 – 2   | Vriendschappelijk            | 4          | 0                                          | 0           |
| 1 juni 2014       | Mönchengladbach   | Duitsland – Kameroen                     | 2 – 2   | Vriendschappelijk            | 3          | 0                                          | 0           |
| 4 juni 2014       | Perugia           | Italië – Luxemburg                       | 1 – 1   | Vriendschappelijk            | 3          | 0                                          | 0           |
| 14 november 2014  | Riyad             | Irak – Koeweit                           | 0 – 1   | Golf Cup of Nations          | 7          | 0                                          | 0           |
| 19 november 2014  | Riyad             | Saoedi-Arabië – Jemen                    | 1 – 0   | Golf Cup of Nations          | 3          | 0                                          | 0           |
| 28 maart 2015     | Sofia             | Bulgarije – Italië                       | 2 – 2   | Kwalificatie EK 2016         | 5          | 0                                          | 0           |
| 5 september 2015  | Oviedo            | Spanje – Slowakije                       | 2 – 0   | Kwalificatie EK 2016         | 2          | 0                                          | 0           |
| 13 oktober 2015   | Amsterdam         | Nederland – Tsjechië                     | 2 – 3   | Kwalificatie EK 2016         | 6          | 0                                          | 1           |
| 17 november 2015  | Skopje            | Macedonië – Libanon                      | 0 – 1   | Vriendschappelijk            | 0          | 0                                          | 0           |
| 16 juni 2016      | Villeneuve-d'Ascq | Rusland – Slowakije                      | 1 – 2   | EK 2016                      | 1          | 0                                          | 0           |
| 19 juni 2016      | Villeneuve-d'Ascq | Zwitserland – Frankrijk                  | 0 – 0   | EK 2016                      | 2          | 0                                          | 0           |
| 27 juni 2016      | Nice              | Engeland – IJsland                       | 1 – 2   | EK 2016                      | 4          | 0                                          | 0           |
| 1 juli 2016       | Villeneuve-d'Asq  | Wales – België                           | 3 – 1   | EK 2016                      | 6          | 0                                          | 0           |
| 31 augustus 2016  | Antalya           | Turkije – Rusland                        | 0 – 0   | Vriendschappelijk            | 1          | 0                                          | 0           |
| 10 oktober 2016   | Amsterdam         | Nederland – Frankrijk                    | 0 – 1   | Kwalificatie WK 2018         | 3          | 0                                          | 0           |
| 11 november 2016  | Boekarest         | Roemenië – Polen                         | 0 – 3   | Kwalificatie WK 2018         | 2          | 0                                          | 0           |
| 22 maart 2017     | Dortmund          | Duitsland – Engeland                     | 1 – 0   | Vriendschappelijk            | 0          | 0                                          | 0           |
| 18 juni 2017      | Moskou            | Kameroen – Chili                         | 0 – 2   | Confederations Cup           | 1          | 0                                          | 0           |
| 9 oktober 2017    | Cardiff           | Wales – Ierland                          | 0 – 1   | Kwalificatie WK 2018         | 6          | 0                                          | 0           |
| 11 november 2017  | Moskou            | Rusland – Argentinië                     | 0 – 1   | Vriendschappelijk            | 0          | 0                                          | 0           |
| 19 juni 2018      | Saransk           | Colombia – Japan                         | 1 – 2   | WK 2018 groepsfase           | 3          | 0                                          | 1           |
| 28 juni 2018      | Kaliningrad       | Engeland – België                        | 0 – 1   | WK 2018 groepsfase           | 2          | 0                                          | 0           |
| 3 juli 2018       | Sint-Petersburg   | Zweden – Zwitserland                     | 1 – 0   | WK 2018 1/8 finale           | 3          | 0                                          | 1           |
| 14 oktober 2018   | Chorzów           | Polen – Italië                           | 0 – 1   | UEFA Nations League 2018/19  | 1          | 0                                          | 0           |
| 20 november 2018  | Parijs            | Frankrijk – Uruguay                      | 1 – 0   | Vriendschappelijk            | 3          | 0                                          | 0           |
| 26 maart 2019     | Bazel             | Zwitserland – Denemarken                 | 3 – 3   | Kwalificatie EK 2020         | 4          | 0                                          | 0           |
| 8 juni 2019       | Konya             | Turkije – Frankrijk                      | 2 – 0   | Kwalificatie EK 2020         | 4          | 0                                          | 0           |
| 11 oktober 2019   | Praag             | Tsjechië – Engeland                      | 2 – 1   | Kwalificatie EK 2020         | 4          | 0                                          | 0           |
| 15 november 2019  | Boedapest         | Hongarije – Uruguay                      | 1 – 2   | Vriendschappelijk            | 2          | 0                                          | 0           |
| 8 oktober 2020    | Reykjavik         | IJsland – Roemenië                       | 2 – 1   | EK 2020 kwalificatieplay-off | 3          | 0                                          | 0           |